# Championnat d'Europe féminin de volley-ball des moins de 20 ans 1982
Navigation
Madrid 1979 Clermont-Ferrand 1984
Le 8e championnat d'Europe féminin de volley-ball des moins de 20 ans s'est déroulé en 1982 à Lohhof (Allemagne).

## Tour préliminaire

### Composition des groupes
| Poule 1                                                   | Poule 2                                                        | Poule 3                                                               |
| --------------------------------------------------------- | -------------------------------------------------------------- | --------------------------------------------------------------------- |
| Site : Francfort-sur-le-Main Bulgarie URSS France Turquie | Site : Lichtenfels Allemagne de l'Est Pays-Bas Hongrie Espagne | Site : Roding Tchécoslovaquie Italie Allemagne de l'Ouest Yougoslavie |

### Poule 1
| # | Équipe   | Pts | J | G | P | Sp | Sc | Ratio | Pp  | Pc  | Ratio |
| - | -------- | --- | - | - | - | -- | -- | ----- | --- | --- | ----- |
| 1 | Bulgarie | 5   | 3 | 2 | 1 | 8  | 4  | 2     | 150 | 123 | 1.22  |
| 2 | URSS     | 5   | 3 | 2 | 1 | 7  | 4  | 1.75  | 136 | 103 | 1.32  |
| 3 | France   | 5   | 3 | 2 | 1 | 7  | 5  | 1.4   | 154 | 132 | 1.167 |
| 4 | Turquie  | 3   | 3 | 0 | 3 | 0  | 9  | 0     | 53  | 135 | 0.393 |

| Date     | Match              | Résultat | Sets  | Sets  | Sets  | Sets  | Sets | Total Points |
| Date     | Match              | Résultat | 1     | 2     | 3     | 4     | 5    | Total Points |
| -------- | ------------------ | -------- | ----- | ----- | ----- | ----- | ---- | ------------ |
| 20.07.82 | Bulgarie - Turquie | 3 - 0    | 15-9  | 15-0  | 15-6  | -     | -    | 45-15        |
| 20.07.82 | URSS - France      | 3 - 1    | 15-4  | 15-12 | 7-15  | 15-9  | -    | 52-40        |
| 21.07.82 | URSS - Turquie     | 3 - 0    | 15-7  | 15-3  | 15-2  | -     | -    | 45-12        |
| 21.07.82 | France - Bulgarie  | 3 - 2    | 12-15 | 15-6  | 15-11 | 12-15 | 15-7 | 69-54        |
| 22.07.82 | France - Turquie   | 3 - 0    | 15-12 | 15-4  | 15-10 | -     | -    | 45-26        |
| 22.07.82 | Bulgarie - URSS    | 3 - 1    | 6-15  | 15-8  | 15-5  | 15-11 | -    | 51-39        |

### Poule 2
| # | Équipe             | Pts | J | G | P | Sp | Sc | Ratio | Pp  | Pc  | Ratio |
| - | ------------------ | --- | - | - | - | -- | -- | ----- | --- | --- | ----- |
| 1 | Allemagne de l'Est | 6   | 3 | 3 | 0 | 9  | 0  | MAX   | 135 | 67  | 2.015 |
| 2 | Pays-Bas           | 5   | 3 | 2 | 1 | 6  | 3  | 2     | 112 | 111 | 1.009 |
| 3 | Hongrie            | 4   | 3 | 1 | 2 | 3  | 6  | 0.5   | 105 | 111 | 0.946 |
| 4 | Espagne            | 3   | 3 | 0 | 3 | 0  | 9  | 0     | 72  | 135 | 0.533 |

| Date     | Match                         | Résultat | Sets  | Sets  | Sets  | Sets | Sets | Total Points |
| Date     | Match                         | Résultat | 1     | 2     | 3     | 4    | 5    | Total Points |
| -------- | ----------------------------- | -------- | ----- | ----- | ----- | ---- | ---- | ------------ |
| 20.07.82 | Allemagne de l'Est - Espagne  | 3 - 0    | 15-5  | 15-5  | 15-7  | -    | -    | 45-17        |
| 20.07.82 | Pays-Bas - Hongrie            | 3 - 0    | 15-13 | 15-7  | 15-12 | -    | -    | 45-32        |
| 21.07.82 | Hongrie - Espagne             | 3 - 0    | 15-2  | 15-10 | 15-9  | -    | -    | 45-21        |
| 21.07.82 | Allemagne de l'Est - Pays-Bas | 3 - 0    | 15-12 | 15-10 | 15-0  | -    | -    | 45-22        |
| 22.07.82 | Pays-Bas - Espagne            | 3 - 0    | 15-13 | 15-10 | 15-11 | -    | -    | 45-34        |
| 22.07.82 | Allemagne de l'Est - Hongrie  | 3 - 0    | 15-12 | 15-6  | 15-10 | -    | -    | 45-28        |

### Poule 3
| # | Équipe               | Pts | J | G | P | Sp | Sc | Ratio | Pp  | Pc  | Ratio |
| - | -------------------- | --- | - | - | - | -- | -- | ----- | --- | --- | ----- |
| 1 | Tchécoslovaquie      | 6   | 3 | 3 | 0 | 9  | 1  | 9     | 147 | 91  | 1.615 |
| 2 | Italie               | 5   | 3 | 2 | 1 | 6  | 5  | 1.2   | 118 | 134 | 0.881 |
| 3 | Allemagne de l'Ouest | 4   | 3 | 1 | 2 | 6  | 6  | 1     | 141 | 129 | 1.093 |
| 4 | Yougoslavie          | 3   | 3 | 0 | 3 | 0  | 9  | 0     | 83  | 135 | 0.615 |

| Date     | Match                                  | Résultat | Sets  | Sets  | Sets  | Sets  | Sets | Total Points |
| Date     | Match                                  | Résultat | 1     | 2     | 3     | 4     | 5    | Total Points |
| -------- | -------------------------------------- | -------- | ----- | ----- | ----- | ----- | ---- | ------------ |
| 20.07.82 | Yougoslavie - Allemagne de l'Ouest     | 0 - 3    | 1-15  | 6-15  | 11-15 | -     | -    | 18-45        |
| 20.07.82 | Tchécoslovaquie - Italie               | 3 - 0    | 15-8  | 15-8  | 15-3  | -     | -    | 45-19        |
| 21.07.82 | Yougoslavie - Tchécoslovaquie          | 0 - 3    | 13-15 | 10-15 | 12-15 | -     | -    | 35-45        |
| 21.07.82 | Italie - Allemagne de l'Ouest          | 3 - 2    | 15-7  | 2-15  | 16-14 | 6-15  | 15-8 | 54-59        |
| 22.07.82 | Yougoslavie - Italie                   | 0 - 3    | 10-15 | 8-15  | 12-15 | -     | -    | 30-45        |
| 22.07.82 | Tchécoslovaquie - Allemagne de l'Ouest | 3 - 1    | 15-3  | 12-15 | 15-6  | 15-13 | -    | 57-37        |

## Tour final

### Poule de Classement 7 à 12
| # | Équipe               | Pts | J | G | P | Sp | Sc | Ratio | Pp  | Pc  | Ratio |
| - | -------------------- | --- | - | - | - | -- | -- | ----- | --- | --- | ----- |
| 1 | France               | 10  | 5 | 5 | 0 | 15 | 2  | 7.5   | 251 | 156 | 1.609 |
| 2 | Allemagne de l'Ouest | 9   | 5 | 4 | 1 | 13 | 4  | 3.25  | 240 | 184 | 1.304 |
| 3 | Hongrie              | 8   | 5 | 3 | 2 | 10 | 6  | 1.667 | 167 | 151 | 1.106 |
| 4 | Yougoslavie          | 7   | 5 | 2 | 3 | 7  | 9  | 0.778 | 183 | 202 | 0.906 |
| 5 | Turquie              | 6   | 5 | 1 | 4 | 3  | 12 | 0.25  | 120 | 167 | 0.719 |
| 6 | Espagne              | 5   | 5 | 0 | 5 | 0  | 15 | 0     | 124 | 225 | 0.551 |

| Date     | Match                              | Résultat | Sets  | Sets  | Sets  | Sets  | Sets | Total Points |
| Date     | Match                              | Résultat | 1     | 2     | 3     | 4     | 5    | Total Points |
| -------- | ---------------------------------- | -------- | ----- | ----- | ----- | ----- | ---- | ------------ |
| -        | France - Turquie                   | 3 - 0    | 15-12 | 15-4  | 15-10 | -     | -    | 45-26        |
| -        | Hongrie - Espagne                  | 3 - 0    | 15-2  | 15-10 | 15-9  | -     | -    | 45-21        |
| -        | Yougoslavie - Allemagne de l'Ouest | 0 - 3    | 1-15  | 6-15  | 11-15 | -     | -    | 18-45        |
| 24.07.82 | Yougoslavie - France               | 1 - 3    | 6-15  | 9-15  | 15-13 | 14-16 | -    | 44-59        |
| 24.07.82 | Allemagne de l'Ouest - Espagne     | 3 - 0    | 15-8  | 15-13 | 15-13 | -     | -    | 45-34        |
| 24.07.82 | Hongrie - Turquie                  | 3 - 0    | -     | -     | -     | -     | -    | 0-0          |
| 25.07.82 | Yougoslavie - Turquie              | 3 - 0    | 16-14 | 15-2  | 15-12 | -     | -    | 46-28        |
| 25.07.82 | France - Espagne                   | 3 - 0    | 15-0  | 15-4  | 15-9  | -     | -    | 45-13        |
| 25.07.82 | Allemagne de l'Ouest - Hongrie     | 3 - 1    | 16-14 | 16-14 | 8-15  | 15-11 | -    | 55-54        |
| 26.07.82 | Yougoslavie - Espagne              | 3 - 0    | 15-9  | 15-7  | 15-9  | -     | -    | 45-25        |
| 26.07.82 | Allemagne de l'Ouest - Turquie     | 3 - 0    | 15-10 | 15-9  | 15-2  | -     | -    | 45-21        |
| 26.07.82 | France - Hongrie                   | 3 - 0    | 15-6  | 15-5  | 15-12 | -     | -    | 45-23        |
| 27.07.82 | Yougoslavie - Hongrie              | 0 - 3    | 5-15  | 12-15 | 13-15 | -     | -    | 30-45        |
| 27.07.82 | France - Allemagne de l'Ouest      | 3 - 1    | 15-10 | 15-11 | 11-15 | 16-14 | -    | 57-50        |
| 27.07.82 | Turquie - Espagne                  | 3 - 0    | 15-12 | 15-13 | 15-6  | -     | -    | 45-31        |

### Poule finale
| # | Équipe             | Pts | J | G | P | Sp | Sc | Ratio | Pp  | Pc  | Ratio |
| - | ------------------ | --- | - | - | - | -- | -- | ----- | --- | --- | ----- |
| 1 | URSS               | 9   | 5 | 4 | 1 | 13 | 3  | 4.333 | 220 | 155 | 1.419 |
| 2 | Bulgarie           | 9   | 5 | 4 | 1 | 14 | 6  | 2.333 | 268 | 207 | 1.295 |
| 3 | Tchécoslovaquie    | 8   | 5 | 3 | 2 | 11 | 7  | 1.571 | 232 | 216 | 1.074 |
| 4 | Allemagne de l'Est | 8   | 5 | 3 | 2 | 10 | 8  | 1.25  | 234 | 185 | 1.265 |
| 5 | Italie             | 6   | 5 | 1 | 4 | 3  | 14 | 0.214 | 134 | 238 | 0.563 |
| 6 | Pays-Bas           | 5   | 5 | 0 | 5 | 2  | 15 | 0.133 | 159 | 246 | 0.646 |

| Date     | Match                                | Résultat | Sets  | Sets  | Sets  | Sets  | Sets  | Total Points |
| Date     | Match                                | Résultat | 1     | 2     | 3     | 4     | 5     | Total Points |
| -------- | ------------------------------------ | -------- | ----- | ----- | ----- | ----- | ----- | ------------ |
| -        | Bulgarie - URSS                      | 3 - 1    | 6-15  | 15-8  | 15-5  | 15-11 | -     | 51-39        |
| -        | Allemagne de l'Est - Pays-Bas        | 3 - 0    | 15-12 | 15-10 | 15-0  | -     | -     | 45-22        |
| -        | Tchécoslovaquie - Italie             | 3 - 0    | 15-8  | 15-8  | 15-3  | -     | -     | 45-19        |
| 24.07.82 | Italie - Pays-Bas                    | 3 - 2    | 12-15 | 15-10 | 15-8  | 9-15  | 15-10 | 66-58        |
| 24.07.82 | Allemagne de l'Est - Bulgarie        | 3 - 2    | 15-11 | 7-15  | 13-15 | 15-5  | 15-8  | 65-54        |
| 24.07.82 | URSS - Tchécoslovaquie               | 3 - 0    | 15-10 | 16-14 | 15-13 | -     | -     | 46-37        |
| 25.07.82 | Bulgarie - Pays-Bas                  | 3 - 0    | 15-12 | 15-8  | 15-4  | -     | -     | 45-24        |
| 25.07.82 | Tchécoslovaquie - Allemagne de l'Est | 3 - 1    | 16-14 | 15-8  | 3-15  | 15-12 | -     | 49-49        |
| 25.07.82 | URSS - Italie                        | 3 - 0    | 15-3  | 15-7  | 15-1  | -     | -     | 45-11        |
| 26.07.82 | Bulgarie - Tchécoslovaquie           | 3 - 2    | 14-16 | 15-6  | 15-8  | 14-16 | 15-10 | 73-56        |
| 26.07.82 | URSS - Pays-Bas                      | 3 - 0    | 15-6  | 15-11 | 15-9  | -     | -     | 45-26        |
| 25.07.82 | Allemagne de l'Est - Italie          | 3 - 0    | 15-9  | 15-4  | 15-2  | -     | -     | 45-15        |
| 27.07.82 | URSS - Allemagne de l'Est            | 3 - 0    | 15-12 | 15-8  | 15-10 | -     | -     | 45-30        |
| 27.07.82 | Tchécoslovaquie - Pays-Bas           | 3 - 0    | 15-13 | 15-8  | 15-8  | -     | -     | 45-29        |
| 27.07.82 | Bulgarie - Italie                    | 3 - 0    | 15-10 | 15-8  | 15-5  | -     | -     | 45-23        |

## Classement final
| Place              | Équipe               |
| ------------------ | -------------------- |
| Médaille d'or      | URSS                 |
| Médaille d'argent  | Bulgarie             |
| Médaille de bronze | Tchécoslovaquie      |
| 4                  | Allemagne de l'Est   |
| 5                  | Italie               |
| 6                  | Pays-Bas             |
| 7                  | France               |
| 8                  | Allemagne de l'Ouest |
| 9                  | Hongrie              |
| 10                 | Yougoslavie          |
| 11                 | Turquie              |
| 12                 | Espagne              |